# Plectus exinocaudatus
Plectus exinocaudatus is een rondwormensoort uit de familie van de Plectidae. De wetenschappelijke naam van de soort is voor het eerst geldig gepubliceerd in 1976 door Truskova.